# Državna cesta D77
Die Državna cesta D77 (kroatisch für Nationalstraße D77) ist eine Hauptstraße in Kroatien.

## Verlauf
Die Straße führt von der Anschlussstelle Rogovici der Autobahn Autocesta A8 bei Pazin (italienisch: Pisino) in südlicher Richtung über Žminj (italienisch: Gimino) und Svetvinčenat (italienisch: Sanvincenti) nach Vodnjan (italienisch: Dignano). Dort endet sie an der nach Pula führenden Državna cesta D75.
Die Länge der Straße beträgt 33,2 km.